# 헌터 타이로

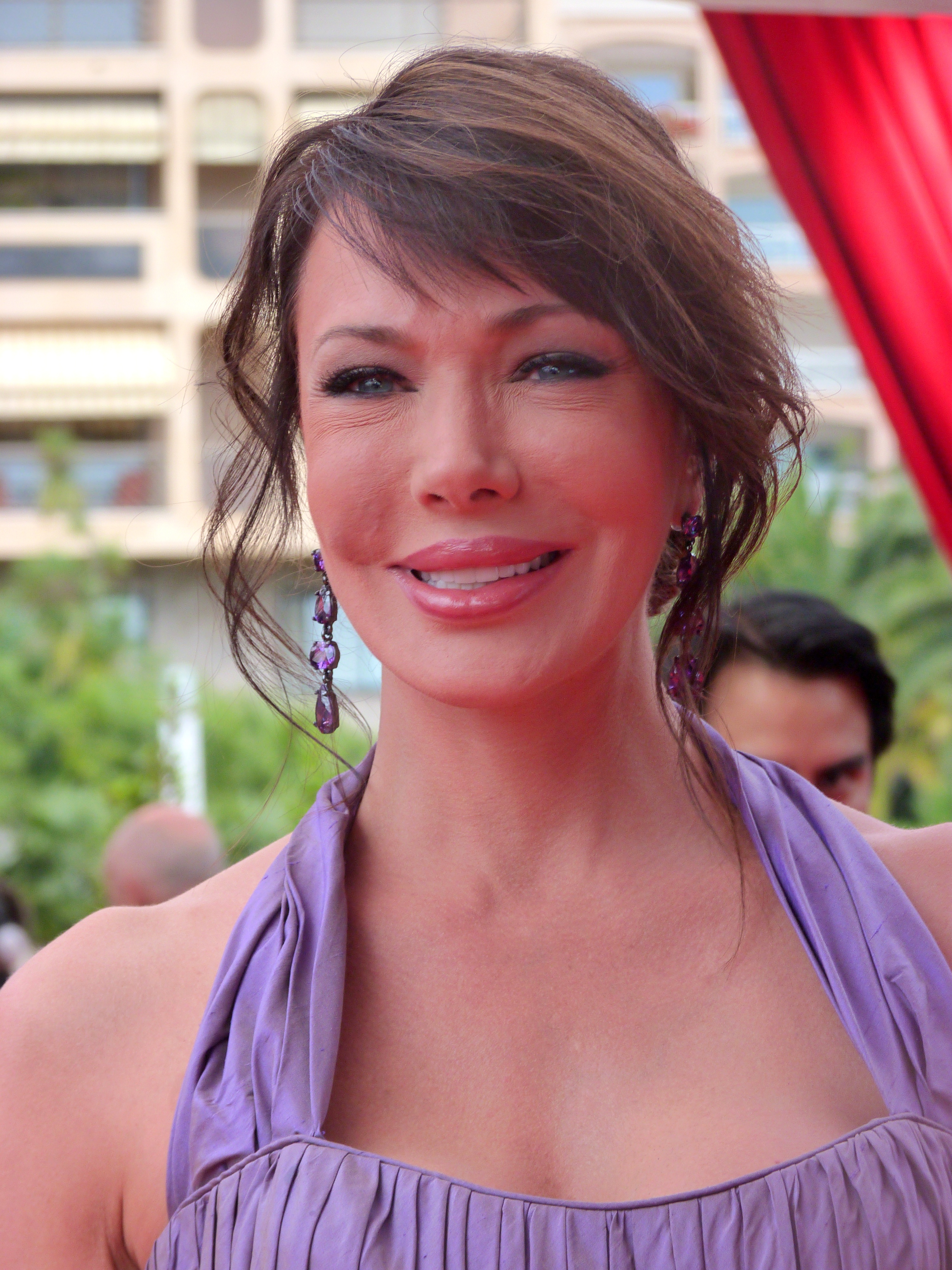

헌터 타이로(Deborah Jo Hunter, 1962년 7월 3일 ~ )는 미국의 배우, 모델, 작가이다.
포트워스에서 태어났다.

## 영화
- 해머헤드: 샤크 프렌지 (2005년)
- 다운 앤 더비 (2005년)
- 데이 알 어멍 어스 (2004년)
- 사랑은 언제나 좋아 (2001년)
- 비앤비 (1987년)
- 우리 생애 나날들 (1965년)